# Ingjaldshóll
Ingjaldshóll az izlandiak egyik nevezetes korai gyűléshelye és istentiszteleti központja az ország nyugati részén, Snæfellsnes-félszigeten, Vesturland régióban, Snæfellsbær önkormányzat területén, 1 kilométerre Hellissandur településtől.

## Története
A környék az izlandi honfoglalás, 874 óta lakott, az ottani imahely meglétéről a legrégebbi iratok is említést tesznek. A templomépületről (Ingjaldshólskirkja) az első adatok 1317-ből maradtak fenn. Az épület a középkorban a három legnagyobb izlandi templom közé tartozott, 400 főt is befogadott. A halban gazdag környező vizek a halászati idényben sok izlandit vonzottak ide.
1477-ből fennmaradt adatok és az izlandi hagyomány szerint Kolumbusz Kristóf is ellátogatott ide, hogy tájékozódjon a korai izlandiak nyugati irányú utazásairól, és a későbbi nagy felfedező egy egész telet itt töltött. A templomban ma egy festmény örökíti meg ezt a hagyományt.
A régi templomot a századok során többször újjá kellett építeni, és a természeti katasztrófák, a pusztító vulkánkitörések és pestisjárványok során csökkenő népesség miatt egyre kisebb házra volt csak szükség. 1903-ban épült fel a mai épület, egyes adatok szerint ez lett a világ első cement-beton temploma.
A vadregényes környezetben álló templom ma kedvelt úti célja és fotótémája a turistáknak.